# Wilde Wellen – Nichts bleibt verborgen
Wilde Wellen – Nichts bleibt verborgen ist eine deutschsprachige vierteilige Miniserie nach einer Romanreihe von Christiane Sadlo. Gedreht wurde die Serie 2010 als ZDF/ORF-Koproduktion.

## Handlung
Die Polizistin Marie Lamare wird auf einer Straße in Paris von einem Kriminellen angeschossen und wird vom zufälligen Augenzeugen Paul Racine als Ersthelfer gerettet. Als sie im Krankenhaus aus der Bewusstlosigkeit erwacht, kann sie sich an nichts mehr erinnern. Ihr Vater Michel Dumont, mit dem sie seit Jahren keinen Kontakt mehr hatte, nimmt sie mit in die Bretagne. Dort trifft sie Paul wieder, der seine Mutter Celine Marchand sucht. Als diese kurz darauf überfahren wird, wird Michel verhaftet, trotz seiner Beteuerung, dass sein Auto, das angebliche Unfallfahrzeug, seit dem Tod seiner Frau vor Jahren unbewegt in der Garage steht. Marie findet heraus, dass jemand eine falsche Spur zu dem Wagen gelegt hat und kann letztlich die Unschuld ihres Vaters nachweisen. Außerdem kommt sie einem Schiffsunglück auf die Spur, in das ihr Vater und dessen Freund Leon Menec verwickelt sind.

## Besetzung
| Darsteller             | Rolle             | Teil |
| ---------------------- | ----------------- | ---- |
| Henriette Richter-Röhl | Marie Lamare      | 1–4  |
| Johannes Zirner        | Paul Racine       | 1–4  |
| Katja Weitzenböck      | Claire Menec      | 1–4  |
| Hanns Zischler         | Leon Menec        | 1–4  |
| Ulrich Pleitgen        | Michel Dumont     | 1–4  |
| Eleonore Weisgerber    | Sabine du Maurier | 1–4  |
| Daniel Roesner         | Caspar Menec      | 1–4  |
| Brigitte Zeh           | Eva Menec         | 2–4  |
| Angela Roy             | Celine Marchand † | 1–2  |
| Gabrielle Lazure       | Florence LaRue    | 1–4  |
| Féodor Atkine          | Der Schäfer       | 1–4  |

## Produktion
Am 1. September 2010 gab das ZDF bekannt, dass es einen Vierteiler für das Jahr 2011 in Frankreich produzieren lässt. Die Hauptrollen gingen an Henriette Richter-Röhl und Johannes Zirner. Der Film basiert auf dem gleichnamigen Buch von Christiane Sadlo, die besser unter ihrem Pseudonym Inga Lindström bekannt ist. 
Die Dreharbeiten erfolgten vom 2. September bis 11. Dezember 2010 in der Bretagne.

## Ausstrahlung und Einschaltquoten
Der Vierteiler wurde vom 24. August bis 1. September in ORF 2 und vom 25. August 2011 bis zum 4. September 2011 im ZDF ausgestrahlt.
| Teil | Titel        | Datum ORF 2       | Datum ZDF         | Einschaltquote im ZDF |
| ---- | ------------ | ----------------- | ----------------- | --------------------- |
| 1    | Der Schuss   | 24. August 2011   | 25. August 2011   | 3,75 Millionen        |
| 2    | Der Verdacht | 27. August 2011   | 28. August 2011   | 4,74 Millionen        |
| 3    | Der Sturz    | 31. August 2011   | 1. September 2011 | 4,07 Millionen        |
| 4    | Die Erlösung | 1. September 2011 | 4. September 2011 | 4,89 Millionen        |